# Station Alken (Denemarken)
Station Alken is een spoorweghalte in Alken in de Deense gemeente Skanderborg. Alken ligt aan de lijn Skanderborg - Skjern. Het oorspronkelijke stationsgebouw is gesloopt. 
Volgens de dienstregeling 2015 rijdt op werkdagen ieder uur een trein richting Skanderborg - Aarhus en in de richting Herning  en Skjern. 